# Hiroshi Ochiai
Hiroshi Ochiai (født 28. februar 1946) er en japansk fodboldspiller.

## Japans fodboldlandshold
| Japans landshold | Japans landshold | Japans landshold |
| År               | Kmp              | Mål              |
| ---------------- | ---------------- | ---------------- |
| 1974             | 2                | 0                |
| 1975             | 13               | 3                |
| 1976             | 15               | 2                |
| 1977             | 5                | 0                |
| 1978             | 14               | 3                |
| 1979             | 9                | 1                |
| 1980             | 5                | 0                |
| Total            | 63               | 9                |